# Бриджпорт (Коннектикут)
Бри́джпорт (англ. Bridgeport) — місто (англ. city) на північному сході США, в окрузі Ферфілд штату Коннектикут. Населення — 148 654 особи (2020). Є найбільшим містом штату.
Порт у протоці Лонг-Айленд. Разом із сусідніми містами Нью-Гейвен і Вотербері створює значний промисловий район. В місті розвинена Воєнна промисловість, машинобудування, металообробка, виробництво електротехнічного устаткування.
У 1853–1960 роках — центр округу Ферфілд.

## Географія
Бриджпорт розташований за координатами 41°11′15″ пн. ш. 73°11′45″ зх. д. / 41.18750° пн. ш. 73.19583° зх. д. (41.187386, -73.195734). За даними Бюро перепису населення США в 2010 році місто мало площу 50,09 км², з яких 41,37 км² — суходіл та 8,72 км² — водойми.

### Клімат
| Клімат : Бриджпорт      | Клімат : Бриджпорт | Клімат : Бриджпорт | Клімат : Бриджпорт | Клімат : Бриджпорт | Клімат : Бриджпорт | Клімат : Бриджпорт | Клімат : Бриджпорт | Клімат : Бриджпорт | Клімат : Бриджпорт | Клімат : Бриджпорт | Клімат : Бриджпорт | Клімат : Бриджпорт | Клімат : Бриджпорт |
| Показник                | Січ.               | Лют.               | Бер.               | Квіт.              | Трав.              | Черв.              | Лип.               | Серп.              | Вер.               | Жовт.              | Лист.              | Груд.              | Рік                |
| Абсолютний максимум, °C | 20,0               | 19,4               | 28,9               | 32,8               | 36,1               | 36,1               | 39,4               | 37,8               | 37,2               | 31,7               | 25,6               | 24,4               | 39,4               |
| Середній максимум, °C   | 2,8                | 4,3                | 8,4                | 14,3               | 19,8               | 25,0               | 27,9               | 27,2               | 23,3               | 17,4               | 11,7               | 5,7                | 15,7               |
| Середня температура, °C | −1,1               | 0,2                | 4,1                | 9,6                | 15,1               | 20,4               | 23,5               | 22,9               | 19,0               | 12,7               | 7,5                | 1,9                | 11,3               |
| Середній мінімум, °C    | −5                 | −3,8               | −0,3               | 5,0                | 10,3               | 15,8               | 19,1               | 18,8               | 14,6               | 8,1                | 3,3                | −2                 | 7,0                |
| Абсолютний мінімум, °C  | −21,7              | −21,1              | −15,6              | −7,8               | −0,6               | 5,0                | 9,4                | 6,7                | 2,2                | −3,3               | −10,6              | −20                | −21,7              |
| Норма опадів, мм        | 79                 | 71                 | 103                | 105                | 97                 | 92                 | 88                 | 101                | 88                 | 92                 | 86                 | 85                 | 1087               |
| Днів з опадами          | 10,9               | 9,7                | 11,3               | 11,0               | 11,8               | 11,1               | 8,9                | 8,9                | 8,2                | 8,8                | 10,0               | 11,1               | 121,7              |
| Днів зі снігом          | 4,8                | 3,5                | 2,4                | 0,3                | 0                  | 0                  | 0                  | 0                  | 0                  | 0                  | 0,5                | 3,1                | 14,6               |
| ----------------------- | ------------------ | ------------------ | ------------------ | ------------------ | ------------------ | ------------------ | ------------------ | ------------------ | ------------------ | ------------------ | ------------------ | ------------------ | ------------------ |
| Джерело: NOAA           |                    |                    |                    |                    |                    |                    |                    |                    |                    |                    |                    |                    |                    |

## Демографія
Згідно з переписом 2010 року, у місті мешкало 144 229 осіб у 51 255 домогосподарствах у складі 32 589 родин. Густота населення становила 2879 осіб/км². Було 57012 помешкання (1138/км²).
Расовий склад населення:
| - 39,6 % — білих - 34,6 % — чорних або афроамериканців - 3,4 % — азіатів - 0,5 % — корінних американців - 0,1 % — вихідців з тихоокеанських островів - 17,5 % — осіб інших рас |

До двох чи більше рас належало 4,3 %. Частка іспаномовних становила 38,2 % від усіх жителів.
За віковим діапазоном населення розподілялося таким чином: 25,0 % — особи молодші 18 років, 65,0 % — особи у віці 18—64 років, 10,0 % — особи у віці 65 років та старші. Медіана віку мешканця становила 32,6 року. На 100 осіб жіночої статі у місті припадало 94,3 чоловіків; на 100 жінок у віці від 18 років та старших — 91,2 чоловіків також старших 18 років.
Середній дохід на одне домашнє господарство становив 56 565 доларів США (медіана — 41 801), а середній дохід на одну сім'ю — 62 153 долари (медіана — 45 848). Медіана доходів становила 40 822 долари для чоловіків та 36 169 доларів для жінок. За межею бідності перебувало 22,9 % осіб, у тому числі 34,7 % дітей у віці до 18 років та 14,6 % осіб у віці 65 років та старших.
Цивільне працевлаштоване населення становило 67 047 осіб. Основні галузі зайнятості: освіта, охорона здоров'я та соціальна допомога — 25,3 %, роздрібна торгівля — 13,5 %, мистецтво, розваги та відпочинок — 11,3 %, науковці, спеціалісти, менеджери — 10,2 %.

## Українська складова
У листопаді 2013 року прихожани відзначали 60-у річницю заснування православної Свято-Троїцької церкви.

## Відомі люди
- Роберт Мітчем (1917—1997) — американський актор, сценарист, продюсер, співак
- Арлін Джадж (1921—1974) — американська акторка
- Браян Деннегі (1938—2020) — американський актор кіно, театру і телебачення
- Роджер Макбрайд Аллен (* 1957) — американський письменник, народився у Бриджпорті.